# Katja Boehme
Katja Boehme (* 1961 in Bremen) ist Professorin für Katholische Theologie/Religionspädagogik mit den Schwerpunkten historische und systematische Theologie und Religionspädagogik an der Pädagogischen Hochschule Heidelberg. Ihre Schwerpunkte liegen in den Bereichen Interreligiöses Lernen (fächerkooperierendes Begegnungslernen), Sakralraumpädagogik und Theologie der Spiritualität. Boehme befasst sich unter anderem mit Madeleine Delbrêl.

## Leben
Katja Boehme studierte von Anfang bis Mitte der 1980er Jahre in Freiburg und München für das Lehramt an Gymnasien mit den Fächern Katholische Theologie und Deutsch, welches sie mit dem ersten Staatsexamen abschloss. Noch während ihres Referendariats begann sie an der Pädagogischen Hochschule Weingarten einen Zweitstudiengang für das Lehramt an Realschulen, den sie 1990 an der Pädagogischen Hochschule Freiburg mit dem ersten Staatsexamen für die Fächer Kunst, Deutsch und Katholische Theologie abschloss. Parallel dazu wirkte sie nach ihrem Referendariat in der Diözese Freiburg als Religionslehrerin. Es folgte ein Forschungsaufenthalt in Paris, bevor sie am Bernhardinum in Fürstenwalde, einem Gymnasium des Erzbistums Berlin, als Lehrerin mit den Fächern Deutsch, Katholische Religion und Kunst arbeitete. 1995 wurde sie an der Universität Freiburg zur Doktorin der Theologie promoviert. 1997 nahm sie an der dortigen Pädagogischen Hochschule Freiburg eine Stelle als akademische Rätin an. Seit 2009 ist sie Professorin an der Pädagogischen Hochschule Heidelberg.

## Schriften
- Madeleine Delbrêl, Leben gegen den Strom. Denkanstöße einer konsequenten Christin. Herder, Freiburg 1992, ISBN 3-451-28379-4.
- Gott aussäen. Zur Theologie der weltoffenen Spiritualität bei Madeleine Delbrêl. (= Studien zur systematischen und spirituellen Theologie, Bd. 19). Echter, Würzburg, 2. Aufl. 1999.
- Madeleine Delbrêl. Die andere Heilige. Herder, Freiburg 2004, 2. Aufl. 2005.
- Kirche bauen – Kirche sein. Sakralbauten. (= Reihe Religion betrifft uns. Aktuelle Unterrichtsmaterialien). Bergmoser + Höller Verlag, Aachen 2005.
- als Mitherausgeberin: Proposer la foi – Dem Glauben einen Weg bereiten. Madeleine Delbrêl. Katholische Akademie der Erzdiözese Freiburg, Freiburg 2006.
- Gott auf den Straßen. Anstöße aus dem Evangelium. Madeleine Delbrêl. Herder, Freiburg 2008.
- Hoffnung über den Tod hinaus? Eschatologie im interreligiösen Lernen und Lehren. Mattes, Heidelberg 2015, ISBN 978-3-86809-104-5.
- Interreligiöses Begegnungslernen. Grundlegung einer fächerkooperierenden Didaktik von Weltsichten. Herder, Freiburg 2023.